# Мисс Вселенная 2012
Мисс Вселенная 2012 (англ. Miss Universe 2012) — 61-й конкурс «Мисс Вселенная», который прошёл 19 декабря 2012 года в Лас-Вегасе. Победительница 2011 года Лейла Лопес из Анголы увенчала победительницу из США Оливию Калпо в конце мероприятия. Для американок это стало восьмой победой в истории конкурса и первой с 1997 года. Конкурс транслировался на телеканалах NBC и Telemundo.

## Итоговые места
| Результат           | Участница |
| ------------------- | --- |
| Мисс Вселенная 2012 | - США — Оливия Калпо |
| 1-я вице-мисс       | - Филиппины — Жанин Тугонон |
| 2-я вице-мисс       | - Венесуэла — Ирен Эссер |
| 3-я вице-мисс       | - Австралия — Рене Айрис |
| 4-я вице-мисс       | - Бразилия — Габриэла Маркус |
| Топ 10              | - Франция — Мари Пайе - Венгрия — Агнес Конколи - Мексика — Карина Гонсалес - Россия — Елизавета Голованова - ЮАР — Мелинда Бэм                              |
| Топ 16              | - Хорватия — Элизабета Бург - Индия — Шилпа Сингх - Косово — Диана Авдиу - Перу — Николь Фаверон - Польша — Марселина Завадска - Турция — Чагиль Озге Озкуль |

### Специальные награды
| Премия                     | Участница                     |
| -------------------------- | ----------------------------- |
| Мисс Конгениальность       | Гватемала — Лаура Годой Калле |
| Мисс Фотогеничность        | Косово — Диана Авдиу          |
| Лучший национальный костюм | Китай — Цзи Дань Сюй          |

## Участницы
| Страна                        | Фото | Участница                                      | Дата рождения или возраст | Рост | Родной город            |
| ----------------------------- | ---- | ---------------------------------------------- | ------------------------- | ---- | ----------------------- |
| Австралия                     |      | Рене Айрис (Renae Ayris)                       | 22 года                   | 1.78 | Перт                    |
| Албания                       |      | Адрола Души (Adrola Dushi)                     | 19 лет                    | 1.79 | РРашен                  |
| Ангола                        |      | Марселина Ванккени (Marcelina Vahekeni)        | 22 года                   | 1.77 | Онджива                 |
| Аргентина                     |      | Камила Солорзано Ауса (Camila Solórzano Ayusa) | 23 года                   | 1.79 | Сан-Мигель-де-Тукуман   |
| Аруба                         |      | Лиза Хелдер (Liza Helder)                      | 23 года                   | 1.82 | Ораньестад              |
| Багамские острова             |      | Селеста Маршалл (Celeste Marshall)             | 22 года                   | 1.78 | Нассау                  |
| Бельгия                       |      | Лайра Бейн (Laura Beyne)                       | 20 лет                    | 1.72 | Брюссель                |
| Боливия                       |      | Йесика Моутон (Yéssica Mouton)                 | 24 года                   | 1.73 | Санта-Крус-де-ла-Сьерра |
| Ботсвана                      |      | Шейла Молелеква (Sheillah Molelekwa)           | 19 лет                    | 1.76 | Габороне                |
| Бразилия                      |      | Габриэла Маркус(Gabriela Markus)               | 24 года                   | 1.80 | Теутония                |
| Британские Виргинские Острова |      | Эбигейл Хандман (Abigail Hyndman)              | 22 года                   | 1.73 | Род-Таун                |
| Великобритания                |      | Холли Хейл (Holly Hale)                        | 22 года                   | 1.82 | Лланелли                |
| Венгрия                       |      | Агнес Конколи (Ágnes Konkoly)                  | 25 лет                    | 1.73 | Будапешт                |
| Венесуэла                     |      | Ирен Эссер (Irene Esser)                       | 21 год                    | 1.79 | Рио-Карибе              |
| Вьетнам                       |      | Лыу Тхи Дьем Хыонг (Lưu Thị Diễm Hương)        | 22 лет                    | 1.73 | Хо Ши Мин               |
| Гайана                        |      | Рикьях Бойер (Ruqayyah Boyer)                  | 22 года                   | 1.76 | Джорджтаун              |
| Гаити                         |      | Кристела Жак (Anedie Azael)                    | 19 лет                    | 1.78 | Петьонвиль              |
| Гана                          |      | Гифти Офори (Gifty Ofori)                      | 24 года                   | 1.77 | Аккра                   |
| Гватемала                     |      | Лаура Годой (Laura Godoy)                      | 24 года                   | 1.74 | Гватемала               |
| Германия                      |      | Алисия Эндеманн (Alicia Endemann)              | 23 года                   | 1.76 | Гамбург                 |
| Гондурас                      |      | Дженнифер Андраде (Jennifer Andrade)           | 24 года                   | 1.57 | Тегусигальпа            |
| Греция                        |      | Василики Цироянни (Vasiliki Tsirogianni)       | 24 года                   | 1.77 | Салоники                |
| Грузия                        |      | Тамар Шедания (Tamar Shedania)                 | 20 лет                    | 1.78 | Зугдиди                 |
| Гуам                          |      | Алисса Гуэро (Alyssa Cruz Aguero)              | 24 года                   | 1.80 | Барригада               |
| Дания                         |      | Жозефина Хьюитт (Josefine Hewitt)              | 18 лет                    | 1.76 | Эсбьерг                 |
| Доминиканская республика      |      | Дульчита Лиегги (Dulcita Lieggi)               | 23 года                   | 1.81 | Санто-Доминго           |
| Израиль                       |      | Лина Макхули (Lina Makhuli)                    | 19 лет                    | 1.80 | Хайфа                   |
| Индия                         |      | Шилпа Сингх (Shilpa Singh)                     | 23 года                   | 1.72 | Самастипур              |
| Индонезия                     |      | Мария Селена (Maria Selena)                    | 22 года                   | 1.78 | Семаранг                |
| Ирландия                      |      | Адриенна Мёрфи (Adrienne Murphy)               | 22 года                   | 1.77 | Дублин                  |
| Испания                       |      | Андреа Хизген (Andrea Huisgen)                 | 22 года                   | 1.81 | Барселона               |
| Италия                        |      | Грация Пинто (Grazia Pinto)                    | 24 года                   | 1.78 | Катания                 |
| Канада                        |      | Адвоа Ямоа (Adwoa Yamoah)                      | 26 лет                    | 1.75 | Калгари                 |
| Республика Кипр               |      | Ioanna Yiannakou (Ioanna Yiannakou)            | 19 лет                    | 1.73 | Пафос                   |
| Китай                         |      | Цзи Дань Сюй (Xu Jidan)                        | 22 года                   | 1.88 | Шанхай                  |
| Колумбия                      |      | Даниэлла Альварес (Daniella Álvarez)           | 24 года                   | 1.75 | Барранкилья             |
| Корея                         |      | Ли Сонхе (Seonghye Lee)                        | 24 года                   | 1.70 | Сеул                    |
| Коста-Рика                    |      | Назарет Касканте (Nazareth Cascante)           | 22 года                   | 1.73 | Алахуэла                |
| Кюрасао                       |      | Монифа Янсен (Monifa Jansen)                   | 19 лет                    | 1.74 | Виллемстад              |
| Ливан                         |      | Рина Чибани (Rina Chibany)                     | 21 год                    | 1.78 | Захла                   |
| Литва                         |      | Грета Микалаускайте (Greta Mikalauskytė)       | 19 лет                    | 1.75 | Шяуляй                  |
| Маврикий                      |      | Ameeksha Dilchand (Ameeksha Dilchand)          | 26 лет                    | 1.76 | Кьюрпайп                |
| Малайзия                      |      | Кимберли Легетт (Kimberley Leggett)            | 19 лет                    | 1.78 | Пинанг                  |
| Мексика                       |      | Карина Гонсалес (Karina González)              | 21 год                    | 1.76 | Агуаскальентес          |
| Намибия                       |      | Tsakana Nkandih (Tsakana Nkandih)              | 22 года                   | 1.74 | Виндхук                 |
| Нигерия                       |      | Изабелла Аюк (Isabella Ayuk)                   | 26 лет                    | 1.80 | Иком                    |
| Нидерланды                    |      | Натали ден Деккер (Nathalie den Dekker)        | 22 года                   | 1.73 | Амстелвен               |
| Никарагуа                     |      | Фарах Эсклавит (Farah Eslaquit)                | 21 год                    | 1.73 | Ла-Консепсьон Масайя    |
| Новая Зеландия                |      | Талия Беннет (Talia Bennett)                   | 26 лет                    | 1.73 | Окленд                  |
| Норвегия                      |      | Сара Николь Андресен (Sara Nicole Andersen)    | 20 лет                    | 1.75 | Осло                    |
| Панама                        |      | Стефани Верф (Stephanie Vander Werf)           | 26 лет                    | 1.79 | Панама                  |
| Парагвай                      |      | Эгни Эккерт (Egni Eckert)                      | 25 лет                    | 1.83 | Луке                    |
| Перу                          |      | Николь Фаверон (Nicole Faverón)                | 24 года                   | 1.83 | Икитос                  |
| Польша                        |      | Марселина Завадска (Marcelina Zawadzka)        | 23 года                   | 1.80 | Мальборк                |
| Пуэрто-Рико                   |      | Бодин Кёлер (Bodine Koehler)                   | 20 лет                    | 1.83 | Сан-Хуан                |
| Россия                        |      | Елизавета Голованова (Наталья Гантимурова)     | 19 лет                    | 1.78 | Смоленск                |
| Румыния                       |      | Делия Лука (Delia Duca)                        | 26 лет                    | 1.83 | Брашов                  |
| Сальвадор                     |      | Ана Клавель (Ana Yancy Clavel)                 | 20 лет                    | 1.74 | Сан-Сальвадор           |
| Сент-Люсия                    |      | Тара Эдвард (Tara Edward)                      | 25 лет                    | 1.78 | Gros Islet              |
| Сербия                        |      | Бранислава Мандич (Branislava Mandić)          | 21 год                    | 1.78 | Чуруг                   |
| Сингапур                      |      | Линн Тан (Lynn Tan)                            | 24 года                   | 1.73 | Сингапур                |
| Словакия                      |      | Любица Степанова (Ľubica Štepanová)            | 24 года                   | 1.76 | Прьевидза               |
| США                           |      | Оливия Калпо (Olivia Culpo)                    | 20 лет                    | 1.66 | Кранстон                |
| Таиланд                       |      | Фарида Уоллер (Farida Waller[)                 | 19 лет                    | 1.75 | Краби                   |
| Танзания                      |      | Уинфрида Доминич (Winfrida Dominic)            | 19 лет                    | 1.79 | Дар-эс-Салам            |
| Тринидад и Тобаго             |      | Авионна Марк (Avionne Mark)                    | 23 года                   | 1.80 | Тринидад                |
| Турция                        |      | Çağıl Özge Özkul (Çağıl Özge Özkul)            | 24 года                   | 1.80 | Анкара                  |
| Украина                       |      | Анастасия Чернова (Anastasia Chernova)         | 19 лет                    | 1.77 | Харьков                 |
| Уругвай                       |      | Камила Вецоссо (Camila Vezzoso)                | 19 лет                    | 1.74 | Артигас                 |
| Филиппины                     |      | Жанин Тугонон (Janine Tugonon)                 | 23 года                   | 1.74 | Orion, Bataan           |
| Финляндия                     |      | Сара Шафак (Sara Chafak)                       | 22 года                   | 1.72 | Хельсинки               |
| Франция                       |      | Мари Пайе (Marie Payet)                        | 20 лет                    | 1.78 | Сен-Дени                |
| Черногория                    |      | Андреа Радонич (Andrea Radonjic)               | 20 год                    | 1.80 | Подгорица               |
| Чехия                         |      | Тереза Хлебовска (Tereza Chlebovská)           | 22 года                   | 1.75 | Крнов                   |
| Чили                          |      | Ана Луиса Кёниг (Ana Luisa König)              | 22 года                   | 1.77 | Сантьяго                |
| Швеция                        |      | Ханни Берониус (Hanni Beronius)                | 22 года                   | 1.74 | Гётеборг                |
| Швейцария                     |      | Alina Buchschacher (Alina Buchschacher)        | 21 год                    | 1.72 | Берн                    |
| Шри-Ланка                     |      | Сабрина Херфт (Sabrina Herft)                  | 25 лет                    | 1.74 | Коломбо                 |
| Эквадор                       |      | Каролина Агирре (Carolina Aguirre)             | 20 лет                    | 1.78 | Гуаякиль                |
| Эстония                       |      | Натали Корнейцик (Natalie Korneitsik)          | 23 года                   | 1.80 | Таллин                  |
| ЮАР                           |      | Мелинда Бам (Melinda Bam)                      | 23 года                   | 1.70 | Претория                |
| Ямайка                        |      | Шанталь Заки (Chantal Zaky)                    | 24 года                   | 1.76 | Порт-Антонио            |
| Япония                        |      | Аяко Хара (Ayako Hara)                         | 24 года                   | 1.70 | Сендай                  |

## Судьи

### Первоначальное шоу
- Карлос Анайя
- Беверли Франк
- Дуане Гази
- Майкл Гринвальд
- Джимми Нгуен
- Коринне Николас
- Ами Садовски
- Кристл Стюарт — Мисс США 2008 из Техаса

— Источник:

### Финальное шоу
- Найджел Бейкер — Фотограф моды и ведущий шоу The Face[2]
- Диего Бонета — певец, актёр и автор песен из Мексики[2]
- Скотт Дисик — бизнесмен, звезда реалити-шоу "Семейство Кардашян"[2]
- Брэд Горецки — модный стилист и звезда It's a Brad, Brad World[2]
- Клаудия Джордан — победительница конкурсов красоты Юная мисс Род-Айленд 1990 и Мисс Род-Айленд 1997
- Масахару Моримото — глава Iron Chef и Iron Chef America из Японии[2][3][4]
- Химена Наваррете — Мисс Вселенная 2010 из Мексика[2]
- Пабло Сандаваль — профессиональный бейсболист из Венесуэлы[2][3][4]
- Лиза Вандерамп — звезда реалити-шоу «Настоящие домохозяйки Беверли-Хиллс[англ.]»[2]
- Керри Уолш Дженнингс — профессиональная волейболистка и золотая медалистка летних Олимпийских игр[2]

## Также

### Дебют
- Габон
- Литва

### Вернулись
- в последний раз участвовали в конкурсе Мисс Вселенная 2009:
  -  Болгария
  -  Эфиопия
  -  Намибия
- в последний раз участвовали в конкурсе Мисс Вселенная 2010:
  -  Норвегия

### Замены

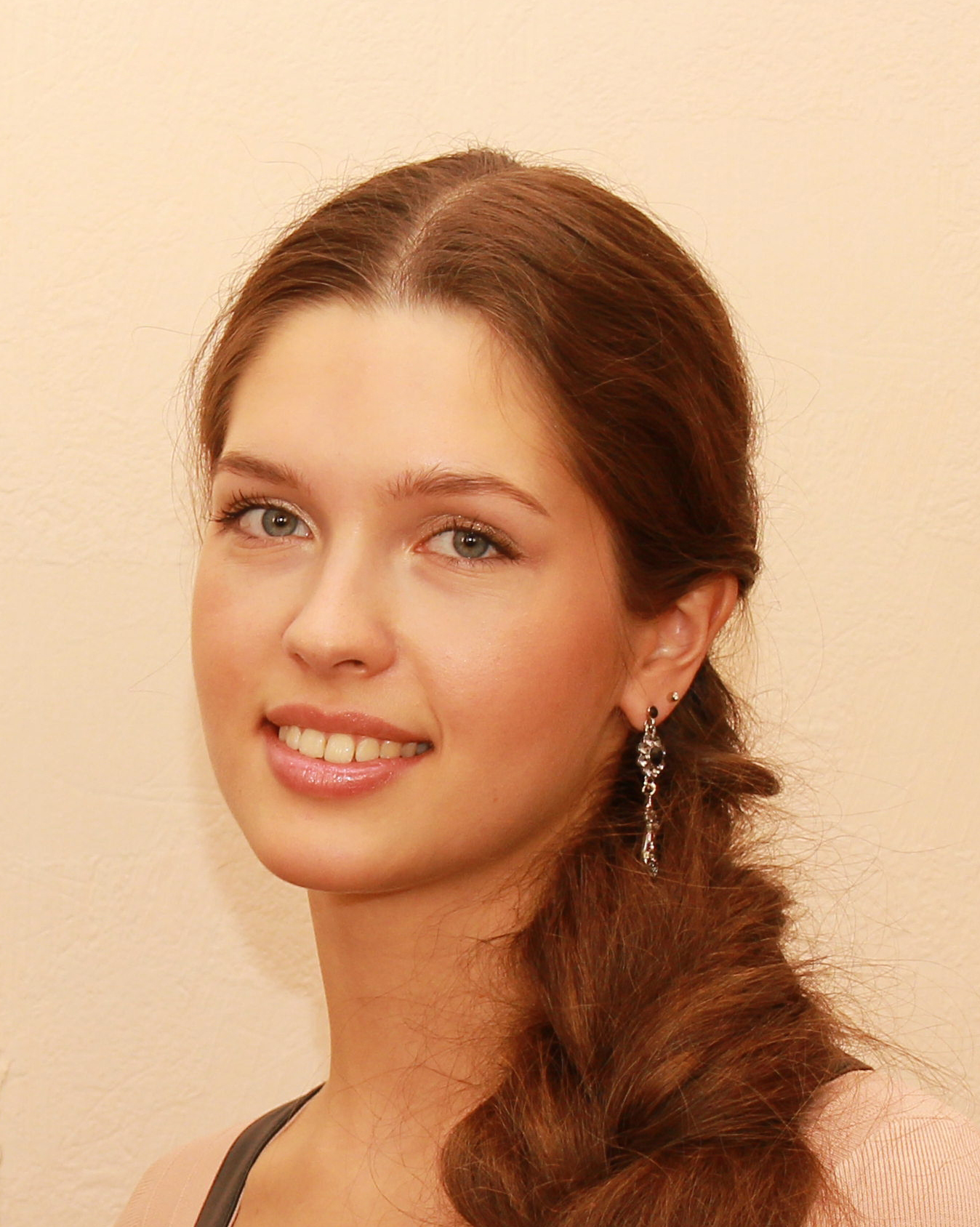
Представительница России

- Канада — Сахар Биниаз была заменена на Адвоа Ямоа, первую вице-мисс конкурса Мисс Вселенная Канада 2012, по причине того, что победительница конкурса, Сахар, не смогла участвовать из-за травмы стопы.[5]
- Кипр — Нтаниэла Кефала была заменена Иоанной Яннакоу второй вице-мисс конкурса Star Cyprus 2012 по нераскрытым причинам.
- Доминиканская Республика — Карола Дюран лишилась титула, после того как стало известно о том, что она вышла замуж в 2009.[6] Её заменила Дульчита Лиегги первая вице-мисс конкурса Мисс Республика Доминикана 2012.
- Эстония — Кэтлин Валдеметс была заменена на Натали Корнейчик, первую вице-мисс конкурса Мисс Эстония 2012 по причине того, что Кэтлин не смогла участвовать в конкурсе Мисс Вселенная.[7]
- Франция — Дельфин Весписе из-за противоречия условий конкурса Мисс Вселенная 2012 с титулом Мисс Франция 2013, который она получила 8 декабря. Она была заменена на Мари Пайе, вторую вице-мисс конкурса Мисс Франция 2012.[8]

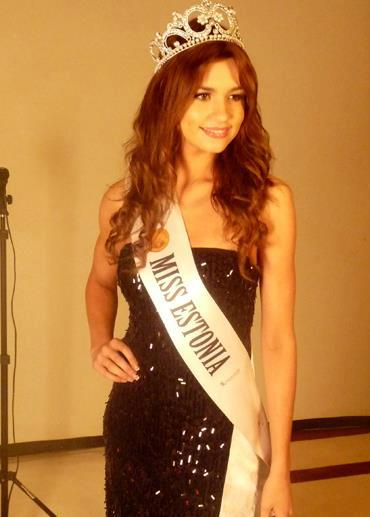
Представительница Эстонии

- Габон — Мари-Ноэль Ада была заменена на Чанна Дивуви, первую вице-мисс конкурса Мисс Габон 2011 из-за того, что Мари не могла присутствовать на конкурсе и стала Мисс Габон 2012.
- Индия — Урваши Раутела отказалась участвовать из-за возрастных противоречий. Она была заменена на Шилпу Сингх, первую вице-мисс I Am She 2012.[9]Урваши Раутела позже выиграла конкурс Мисс Дива 2015 и представила Индию на Мисс Вселенная 2015, где не заняла призовых мест.
- Новая Зеландия — Авианка Бём была заменена на Талия Беннет, первую вице-мисс конкурса Мисс Вселенная Новая Зеландия 2012, после того, как ее заявление о предоставлении гражданства Новой Зеландии было отклонено.[10]

### Назначения

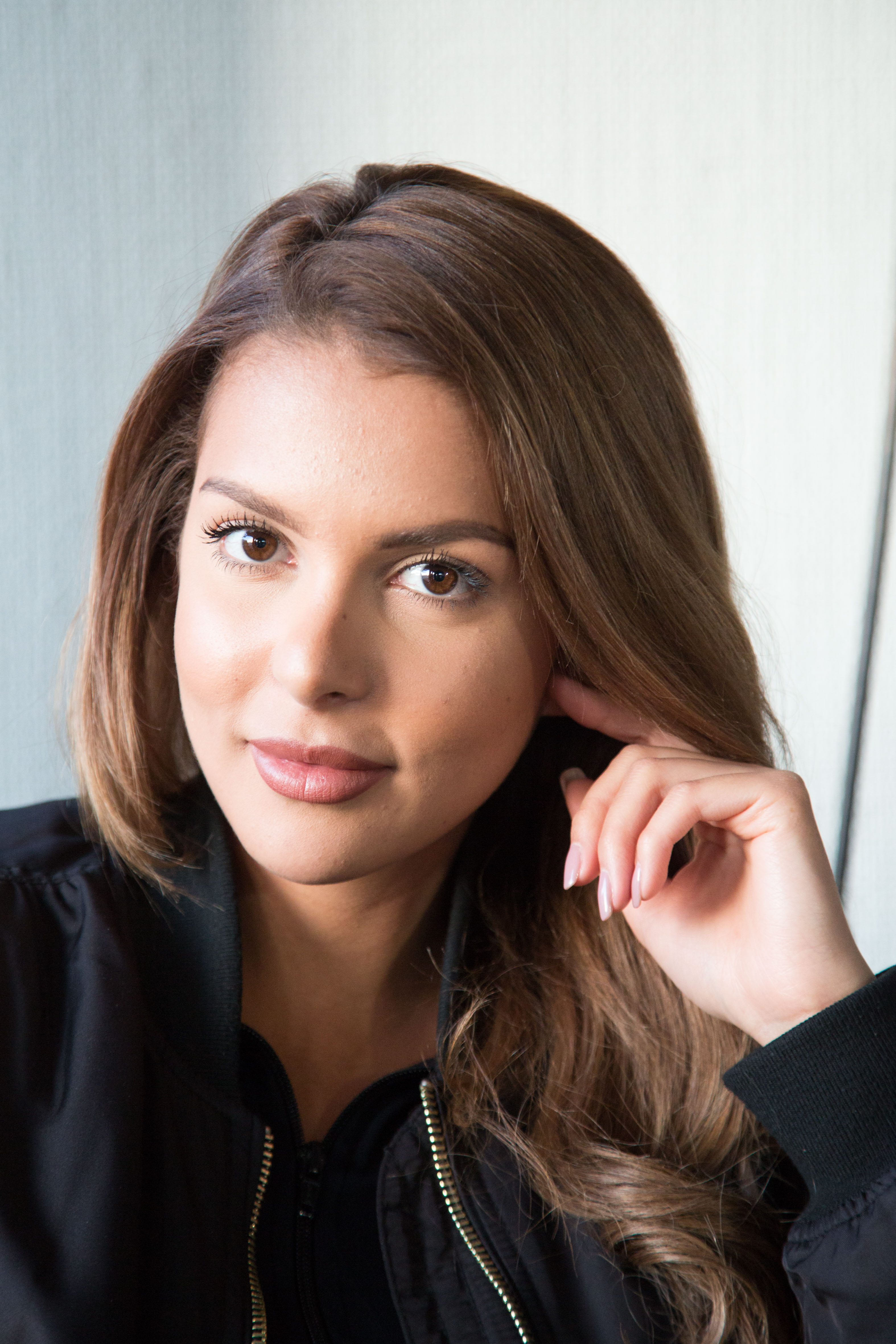
Представительница Финляндии

- Аруба — Лиза Хелдер была назначена «Мисс Вселенная Аруба 2012», после того как Маринус Вегериф, возглавила национальный конкурс Мисс Вселенная Аруба.[11]
- Кюрасао — Монифа Янсен была назначена представлять Кюрасао, после того как она не смогла в 2011 году попасть на конкурс, по причине того, как ей не исполнилось 18 лет.
- Дания — Жозефина Хьюитт была назначена «Мисс Вселенная Дания 2012» после того, как состоялся кастинг.
- Германия — Алисия Эндеманн была назначена «Мисс Вселенная Германия 2012» Ким Коттер, национальным директором конкурса Мисс Вселенная Германия.
- Гаити — Кристела Жак была назначена «Мисс Вселенная Гаити 2012» после того, как состоялся кастинг.
- Литва — Грета Микалаускайте была назначена представлять Литву. Она была первой вице-мисс конкурса Мисс Литва 2012.
- Нидерланды — Натали ден Деккер была назначена «Мисс Вселенная Нидерланды 2012» Ким Коттер, национальным директором конкурса Мисс Вселенная Нидерланды. Она также участвовала в конкурсе Мисс Мира 2012, где вошла в Top 15.

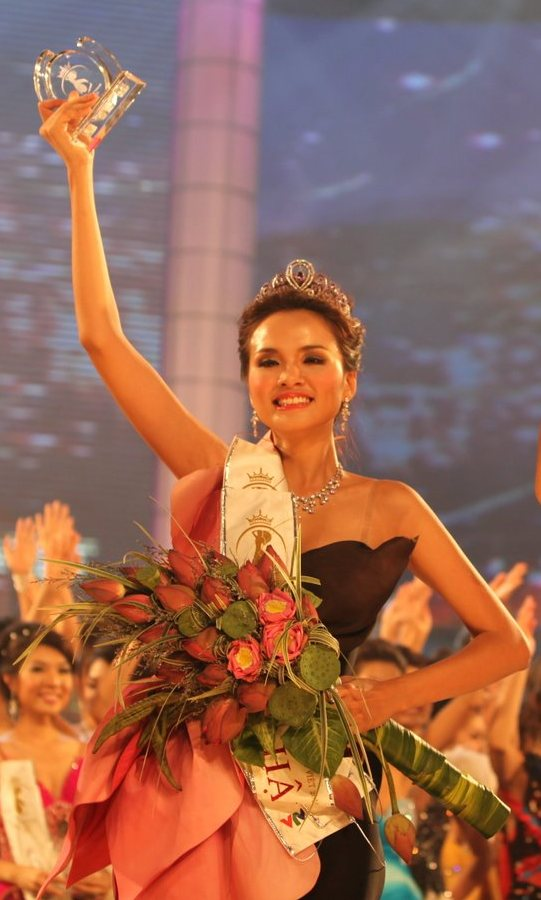
Представительница Вьетнама

- Перу — Николь Фаверон была назначена «Мисс Вселенная Перу 2012». Она была первой вице-мисс конкурса Мисс Перу 2011.
- Сербия — Бранислава Мандич была назначена представлять Сербию. Она была второй вице-мисс конкурса Мисс Сербия 2011.
- Вьетнам — Лыу Тхи Дьем Хыонг была назначена представлять Вьетнам организацией Unicorp. Разрешение было получено от Министерства Культуры Вьетнама, которое занимается международным присутствием нации в культурных и других событиях в мире. Лыу Тхи Дьем Хыонг на тот момент была разведена, а вышла замуж в 2011. Она солгала об этом Unicorp в получении приглашения на конкурс Мисс Вселенная. Лыу Тхи Дьем Хыонг стала первой Мисс Вьетнам, которая вышла замуж перед участием в конкурсе Мисс Вселенная.

### Отказались
- Египет — не проводился национальный конкурс по причине отсутствия спонсоров в 2012 году.
- Казахстан — Айнур Толеуова не допущена на конкурс из-за требования по возрасту.
- Португалия — Конкурс Мисс Вселенная Португалия 2012 не был проведён из-за отсутствия франшизы до 2013 года. Португалия вернулась на конкурс Мисс Вселенная в 2014 году.
- Словения — главный национальный конкурс, а также компания "Delo Revije", его проводящая, лишились фрашизы в связи с банкротством компании в 2011 году[12].
- Теркс и Кайкос
- Виргинские Острова (США)